# هشدار اسپویلر (فیلم)
هشدار اسپویلر یا هشدار افشاسازی (به انگلیسی: Spoiler Alert) یک فیلم درام عاشقانه زندگی‌نامه‌ای آمریکایی به کارگردانی مایکل شوالتر است که بر اساس فیلمنامه‌ای از دیوید مارشال گرانت و دن ساویج بر پایهٔ خاطرات هشدار اسپویلر: قهرمان می‌میرد اثر مایکل اوسیلو ساخته شده‌است. در این فیلم جیم پارسونز در نقش اوسیلو به همراه بن الدریج و سالی فیلد بازی می‌کنند.
این فیلم در ۲ دسامبر ۲۰۲۲ توسط فوکس فیچرز اکران شد.

## طرح داستان
این فیلم آخرین دوره ۱۱ ماهه از زندگی عکاس کیت کوان، پس از تشخیص سرطان نهایی تا زمان مرگش را از نگاه شریک چهارده‌سال زندگیِ او، و بعدها همسرش، مایکل اوسیلو و رابطهٔ آن‌ها دنبال می‌کند.

## بازیگران
- جیم پارسونز در نقش مایکل اوسیلو
- بن الدریج در نقش کیت کوان
- سالی فیلد در نقش مرلین کوان
- بیل ایروین
- آنتونی پوروسکی
- نیکی میشل جیمز
- جفری سلف
- تارا سامرز
- پاکو لوزانو

## تولید
تولید فیلم در دسامبر ۲۰۱۸ آغاز شد، زمانی که جیم پارسونز برای تهیه‌کنندگی و نقش‌آفرینی در فیلم و مایکل شوالتر برای کارگردانی آن قرارداد امضا کردند. در ژوئیه ۲۰۲۱، بن الدریج در نقش کیت کوان انتخاب شد. در سپتامبر ۲۰۲۱، سالی فیلد در نقش مرلین، مادر کیت، به بازیگران پیوست. تصویربرداری اصلی در فصل پاییز در شهر نیویورک آغاز شد.

## انتشار
این فیلم برای اکران محدود توسط فوکس فیچرز در تاریخ ۲ دسامبر ۲۰۲۲، پیش از اکران سراسری در ۹ دسامبر برنامه‌ریزی شد.